# モルテザ・メヘルザード
モルテザ・メヘルザドセラクジャニ（Morteza Mehrzadselakjani、1987年9月17日 - ）は、イランの男子シッティングバレーボール選手である。シッティングバレーボールイラン代表。

## 人物
身長246 cmであり、イランで最も背の高い存命の男性、世界で2番目に背の高い存命の男性である。また、歴代最長身のパラリンピック出場選手である。
体内で成長ホルモンが過剰に生成される先端巨大症である。16歳の時、自転車から転落する事故に遭い、重度の骨盤骨折を引き起こした。その影響で右足の成長が止まり左足より15 cm短い。移動には杖や車椅子を用いる。

## 来歴
前述の事故による障害のため落ち込むようになり、引きこもりがちになっていたが、2011年に「特別な才能と身体的特徴を持つ人々を特集する」テレビ番組に出演し、それを観たシッティングバレーボールイラン代表監督のハディ・レザイに誘われて競技を始めた。
2016年にイラン代表に選出され、パラリンピック予選で代表デビューを果たすと、2016年リオデジャネイロパラリンピック代表としてパラリンピックデビューを果たした。決勝のボスニア・ヘルツェゴヴィナ戦では最多の28得点を挙げ、金メダル獲得に貢献した。
2020年東京パラリンピックでは、準決勝でボスニア・ヘルツェゴビナを、決勝ではロシアを破り、パラリンピックで2つ目の金メダルを獲得した。
2024年パリパラリンピックでは準決勝でエジプトを破り、決勝のボスニア・ヘルツェゴビナ戦では27得点を記録。パラリンピック3つ目の金メダルを獲得した。